# Scandalul de fraudă bancară din Republica Moldova, 2014
Scandalul de fraudă bancară din Republica Moldova, 2014, cunoscut și sub denumirea de „Furtul Miliardului” sau Operațiunea „Titirezul”, a implicat dispariția a aproximativ 13,3 miliarde de lei moldovenești (767 milioane de dolari) sumă echivalentă cu 12% din Produsul Intern Brut anual al țării. Între 2012 și 2014, bani au fost extrași din trei mari instituții financiare ale Moldovei: Banca de Economii, Unibank și Banca Socială. Acestea au lucrat împreună pentru a obține cât mai multă finanțare de la bănci fără nici o justificare evidentă a afacerii. Ilan Șor, Vladimir Plahotniuc și Serghei Iaralov au orchestrat frauda.
S-a aplicat o schemă de împrumut de tip carusel, împrumuturile de la o bancă au fost plătite cu împrumuturi de la o altă bancă. Extinderea masivă a împrumuturilor bancare a fost finanțată prin împrumuturi masive de la companiile rusești. Fonduri în valoare de 1 miliard de dolari au fost transferate în Regatul Unit și în companii-fantomă din Hong Kong folosite pentru a ascunde adevărații proprietari ai activelor, apoi au fost depuse în conturi bancare letoniene pe numele unor străini.
În cadrul audierilor parlamentare privind frauda bancară, directorul adjunct al Serviciului de Informații și Securitate al Republicii Moldova, Vadim Vrabie, a declarat că președintele Nicolae Timofti a declarat că știa din 2013 despre jaful de la Banca de Economii, Banca Socială și Unibank.
Acest scandal a avut un impact semnificativ asupra sectorului bancar din Republica Moldova, având în vedere că suma furată depășea lichiditățile totale ale băncilor implicate.

## Evenimente
În perioada 2007–2009, Banca de Economii și-a extins activitățile de creditare, iar un număr semnificativ dintre creditele acordate atunci nu au fost rambursate ulterior în 2011.
În iunie 2012, Centrul Anticorupție din Moldova a fost solicitat să investigheze implicarea instituțiilor înregistrate în Moldova în scheme de spălare de bani la nivel regional și internațional, în urma cazului Sergei Magnitsky.
În 2012, potrivit unui raport al Fondului Monetar Internațional, capitalul normativ al Băncii de Economii a scăzut de 10 ori, în timp ce ponderea creditelor restante a crescut cu aproximativ 1 miliard de lei. Valoarea de piață a acțiunilor sale a scăzut de la 30 la 14 lei într-un an.
În 2010, 2011 și 2013, cele trei bănci implicate au fost audiate de Grant Thornton România-Moldova, dar niciunul dintre rapoarte nu a indicat vreo problemă în activitățile băncilor. Unul dintre partenerii în companie era Olesea Bride, soția lui Stéphane Christophe Bridé, ministru al economiei al Moldovei și fost partener director al Grant Thornton România-Moldova.
În iunie 2012, Compania Națională de Asigurări în Medicină, condusă de Mircea Buga, a depus 140 de milioane de lei moldovenești în conturile Unibank. Compania Națională de Asigurări în Medicină nu a reușit să retragă depozitele de 115 milioane de lei de la Unibank până în ianuarie 2015. Acest fapt a provocat o datorie de 102 milioane de lei față de spitale și o penurie acută de medicamente în iarna anilor 2014–2015.
În perioada august 2012–noiembrie 2014, cele trei bănci au fost supuse unor schimbări semnificative de acționariat. Începând din august 2012, proprietatea Unibank a fost transferată către persoane nominalizate, precum figuri politice și indivizi apropiați de Ilan Șor.
În 2013, Ilan Șor a achiziționat o parte din acțiunile Băncii de Economii. Băncile au extins masiv creditarea, mult peste ceea ce rezervele lor de capital ar fi permis.
Deputatul comunist Oleg Reidman, fost consilier economic al președintelui Vladimir Voronin, ar fi unul din personajele cheie în frauda bancară și spălarea ulterioară a banilor, conform raportului „Republica offshore”, făcut public în 2022 de Comitetul Consultativ Independent Anticorupție (CCIA). În raport scrie: „Reidman a susținut o agendă legislativă care a facilitat intrarea fluxurilor financiare în Moldova la mijlocul anilor 2000, iar în 2013 a condus o comisie parlamentară specială care a recomandat emiterea suplimentară de acțiuni la BEM ca soluție la problemele de capitalizare, ceea ce, ulterior, i-a permis lui Șor să obțină controlul asupra băncii”.

### Noiembrie 2014
În săptămâna dinaintea alegerilor parlamentare din Republica Moldova din 2014, mai mult de 750 de milioane de dolari au fost extrase din cele trei bănci în doar trei zile, între 24 și 26 noiembrie.
O camionetă aparținând Klassica Force, o companie deținută de Șor, a fost furată și arsă pe 27 noiembrie în timp ce transporta 12 saci de fișiere bancare. Înregistrările multor tranzacții au fost șterse din sistemele băncilor.
La 26 noiembrie 2014, băncile au intrat în faliment și ulterior au fost plasate sub Banca Națională a Moldovei.
Pe 27 noiembrie, Guvernul Republicii Moldova, condus de Iurie Leancă, a decis în secret să salveze cele trei bănci cu împrumuturi de urgență, acoperite de rezerva statului. Acest lucru a creat un deficit în finanțele publice moldovenești echivalent cu o optime din PIB-ul țării.

### Raportul Kroll
Pe 28 ianuarie 2015, Banca Națională a Moldovei a angajat compania de consultanță americană Kroll pentru a efectua o anchetă privind frauda cunoscută sub denumirea de Proiectul Tenor.
Auditorii au revizuit tranzacțiile efectuate la cele trei bănci cu fonduri dispărute în noiembrie 2014. Raportul documentează modul în care companiile legate de Ilan Șor au preluat treptat controlul asupra băncilor și apoi au acordat, se presupune, împrumuturi masive companiilor afiliate. Raportul a concluzionat că cele trei bănci au transferat cel puțin 13,5 miliarde de lei către cinci companii moldovenești afiliate grupului Șor, controlat de Ilan Șor, între 24 și 26 noiembrie. Ancheta s-a încheiat în aprilie 2014.
În noiembrie 2015, regulatorul bancar leton a aplicat cea mai severă sancțiune pentru spălarea de bani până atunci: o amendă de 2.016.830 euro pentru Privatbank, demiterea CEO-ului și a membrului responsabil din consiliul de administrație, precum și amenzi individuale pentru membrii consiliului.

### Implicarea altor bănci
Mai multe bănci letoniene au fost implicate în escrocherie. Băncile letoniene menționate în raport sunt ABLV Bank, PrivatBank și Latvijas Pasta Banka. Doi politicieni letonieni de rang înalt au fost implicați în scandal: Ainars Latkovskis (șeful Comisiei pentru Apărare, Afaceri Interne și Combaterea Corupției din Saeima) și Solvita Āboltiņa (șefa Comisiei pentru Securitate Națională)
Între 2010 și începutul anului 2014, criminalii organizați și politicienii corupți din Rusia au mutat 20 de miliarde de dolari în fonduri murdare prin companii offshore, bănci, împrumuturi false și agenți proxy. Procesul a fost certificat drept curat de judecători din Republica Moldova, iar banii au fost distribuiți în întreaga Europă.